# Jerry Sheindlin
Jerry Sheindlin, né le 19 novembre 1933, est un auteur et avocat américain.